# Aérospatiale AS 350 Écureuil
L'Aérospatiale AS 350 Écureuil (scoiattolo), ora Airbus H125 Écureuil, è un elicottero leggero utility monomotore, progettato dalla società francese Aérospatiale divenuta parte del gruppo Eurocopter dal gennaio 1992 (oggi Airbus Helicopters). Ne esiste una versione per il mercato USA, motorizzata con una turbina Lycoming e commercializzata con il nome AStar. È stata anche sviluppata una versione bi-turbina rinominata AS355 Ecureuil 2 (Twin Squirrel nel Regno Unito, Twin Star negli USA) e una militare che prende il nome di Fennec.
Le versioni mono e bi-turbina dell'Écureuil sono state anche costruite su licenza in Brasile dalla Helibras con il nome Helibras HB.350 Esquilo e hanno fornito il modello al Changhe Z-11 cinese.

## Storia
Lo sviluppo dell'Écureuil iniziò nei primi anni settanta con lo scopo di rimpiazzare l'Alouette II. Il sostituto dell'Alouette sul mercato militare fu l'Aérospatiale SA 341 Gazelle, ma gli uffici tecnici pensarono ad un successore diverso per il mercato civile, ponendo l'accento su tre punti: diminuzione del costo di esercizio, rumore e vibrazioni. In base a questi concetti, il nuovo elicottero fu progettato per affrontare la concorrenza rappresentata dal Bell 206. Il risultato fu un prodotto molto semplice, ma molto affidabile, realizzato con largo uso di materiali compositi come per la testa del rotore in Starflex, il rotore di coda in fibra di vetro ed elementi della fusoliera e della trave di coda.
Considerato come appartenente alla quarta generazione di elicotteri costruiti in Francia, dopo l'Alouette II, l'SA 330 Puma e l'SA 365 Dauphin, la produzione fa ricorso a tecniche di produzione di grande serie derivate da quelle dell'industria automobilistica.
L'architettura è di tipo classico, con cabina di pilotaggio dimensionata per ospitare due piloti su seggiolini individuali e 3 o 4 passeggeri su un sedile posteriore, sebbene sono possibili numerosi diversi altri allestimenti.
Il primo volo ebbe luogo il 27 giugno 1974 con il prototipo AS.350-001 [F-WVKH] con ai comandi i collaudatori Daniel Bauchart e Bernard Certain. Il prototipo era equipaggiato con una turbina Avco-Lycoming LTS 101 da 592 shp ed utilizzava per la prima volta il rotore di nuova progettazione Starflex. Seguì il 14 febbraio 1975 il volo dell'AS.350-002 [F-WVKI] con motore Turboméca Arriel 1B da 641 shp, sviluppato appositamente per gli elicotteri leggeri. La versione con l'Arriel fu certificata il 27 ottobre 1977.
Il 28 novembre 2005, la Eurocopter ha consegnato alla polizia sudafricana il 3000° Écureuil monomotore costruito, un AS.350B3. Nell'occasione l'azienda ha annunciato di aver venduto 3 719 Écureuil tra le varie versioni, che hanno totalizzato 15 milioni di ore di volo venendo utilizzati da 1531 operatori in 91 paesi.
Nel 2005, un elicottero di produzione nella variante AS 350 B3 ha battuto una serie di record di velocità ascensionali (3000 m in 2 minuti e 21 secondi, 6000 m in 5 min 6 s e 9000 m in 9 min 26 s), prima di effettuare il 14 maggio 2005 il record per il più alto atterraggio e decollo del mondo, affermando di essere atterrato sulla vetta del monte Everest a 8848 m con ai comandi il pilota collaudatore della Eurocopter, Didier Delsalle.
Nel 2013 sempre con un AS 350 B3, nell'ambito di un'operazione di soccorso alpino lungo la via di salita del monte Everest condotta da Simone Moro, Maurizio Folini e Armin Senoner, è stato realizzato il più alto recupero in long line mai effettuato (25 600 ft, circa 7800 m), battendo il precedente record di 6400 m realizzato l'anno precedente negli stessi luoghi e con la stessa macchina da Simone Moro e Piergiorgio Rosati. Nella stessa operazione è stato realizzato anche il più alto avviamento, presso il campo base dell'Everest a quota 5300 m.

## Versioni

### Monomotori

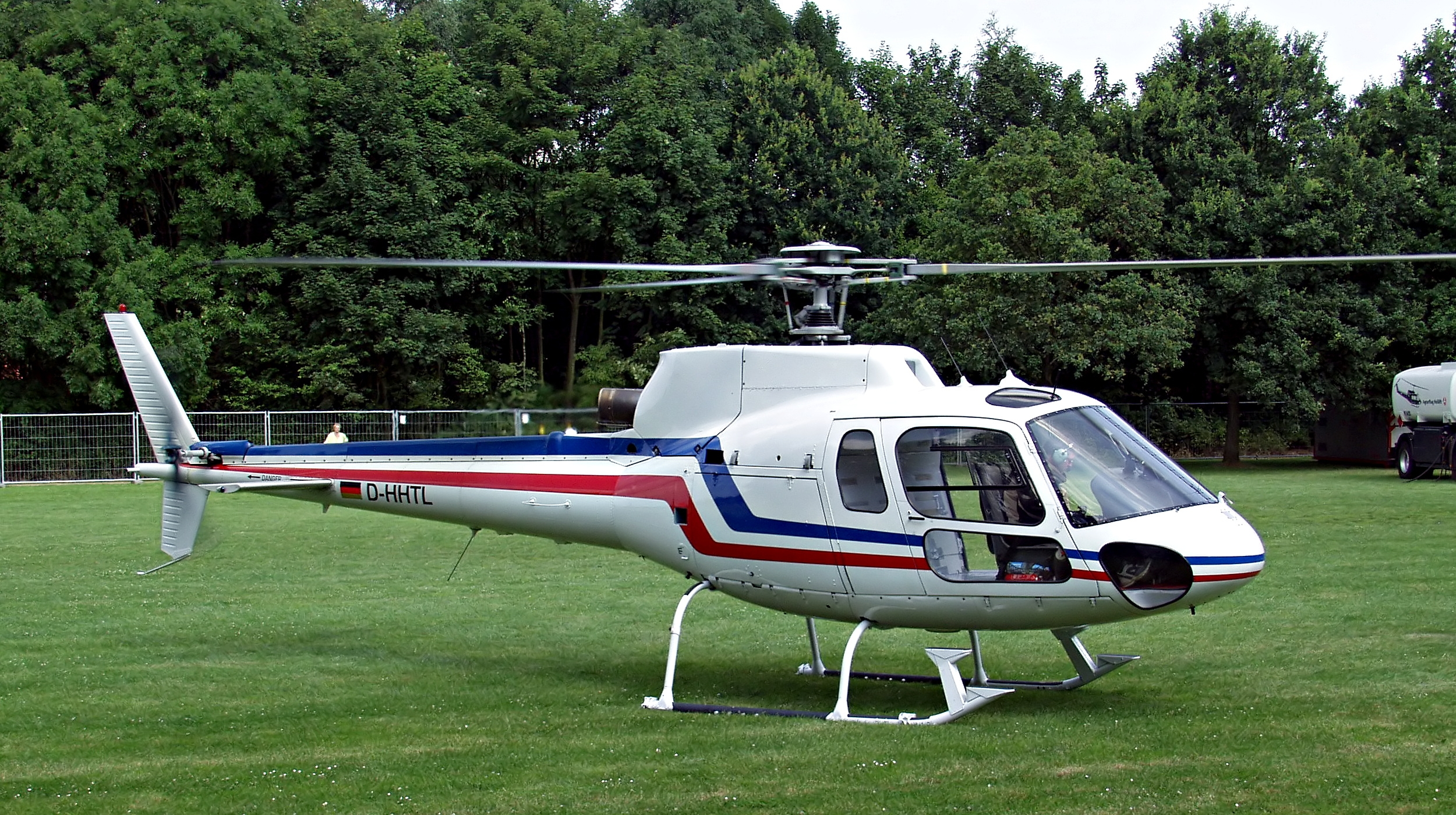
AS350BA della Heli Transair immatricolato in Germania (D-HHTL)

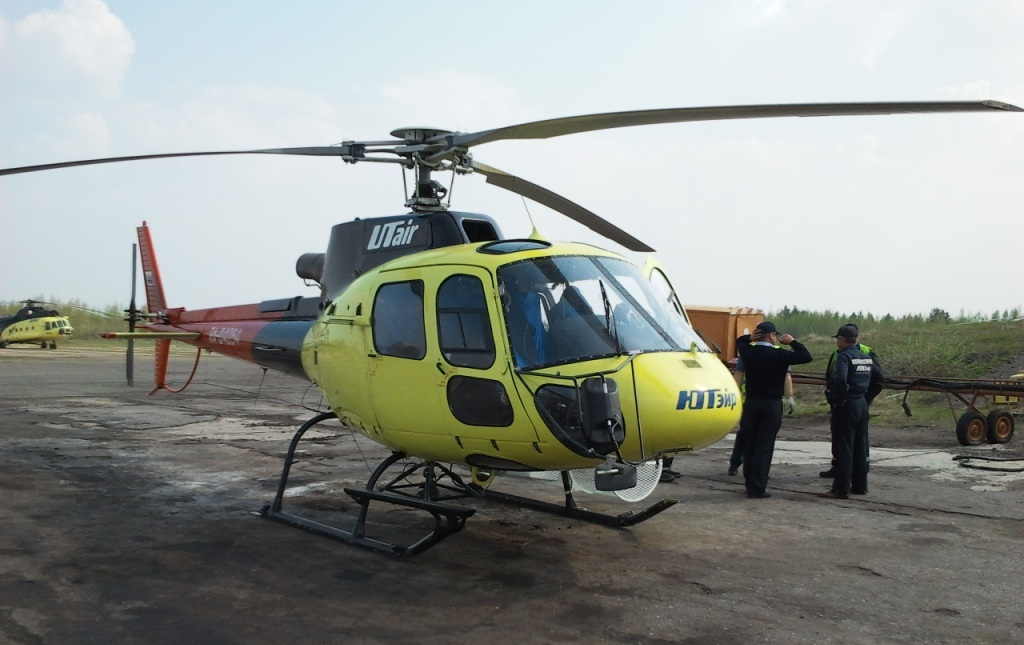
AS350B3 nella livrea attuale della russa UTair.

- AS 350B: motorizzata con un Turbomeca Arriel 1B.
- AS 350B1: motorizzata con un Turbomeca Arriel 1D.
- AS 350B2: versione con peso maggiorato motorizzata con un Turbomeca Arriel 1D1.
- AS 350B3: una versione ad alte prestazioni, motorizzata con un Turbomeca Arriel 2B equipaggiato con un sistema FADEC (Full Authority Digital Engine Control). Il 14 maggio 2005 un AS 350B3 è atterrato e decollato dal monte Everest battendo il precedente record mondiale per il più alto decollo e atterraggio.
- AS 350BA: motorizzata con un Turbomeca Arriel 1B
- AS 350BB
  - Eurocopter Squirrel HT1: versione militare per addestramento del AS 350BB per la RAF.
  - Eurocopter Squirrel HT2: versione militare per addestramento del AS 350BB per l'Army Air Corps dell'Esercito Britannico.
- AS 350C: motorizzata con un Lycoming LTS-101-600A2 per il mercato USA e rinominata AStar.
- AS 350D: motorizzata con un Lycoming LTS-101 per il mercato USA e rinominata AStar.
- AS 350L1: versione militare.
- HB 350B Esquilo: costruita su licenza in Brasile dalla Helibras.
- AS 550C2 Fennec: versione militare.
- AS 550U2 Fennec: versione militare.
- EC 130 B4: versione con Fenestron e cabina allargata.

### Bimotori

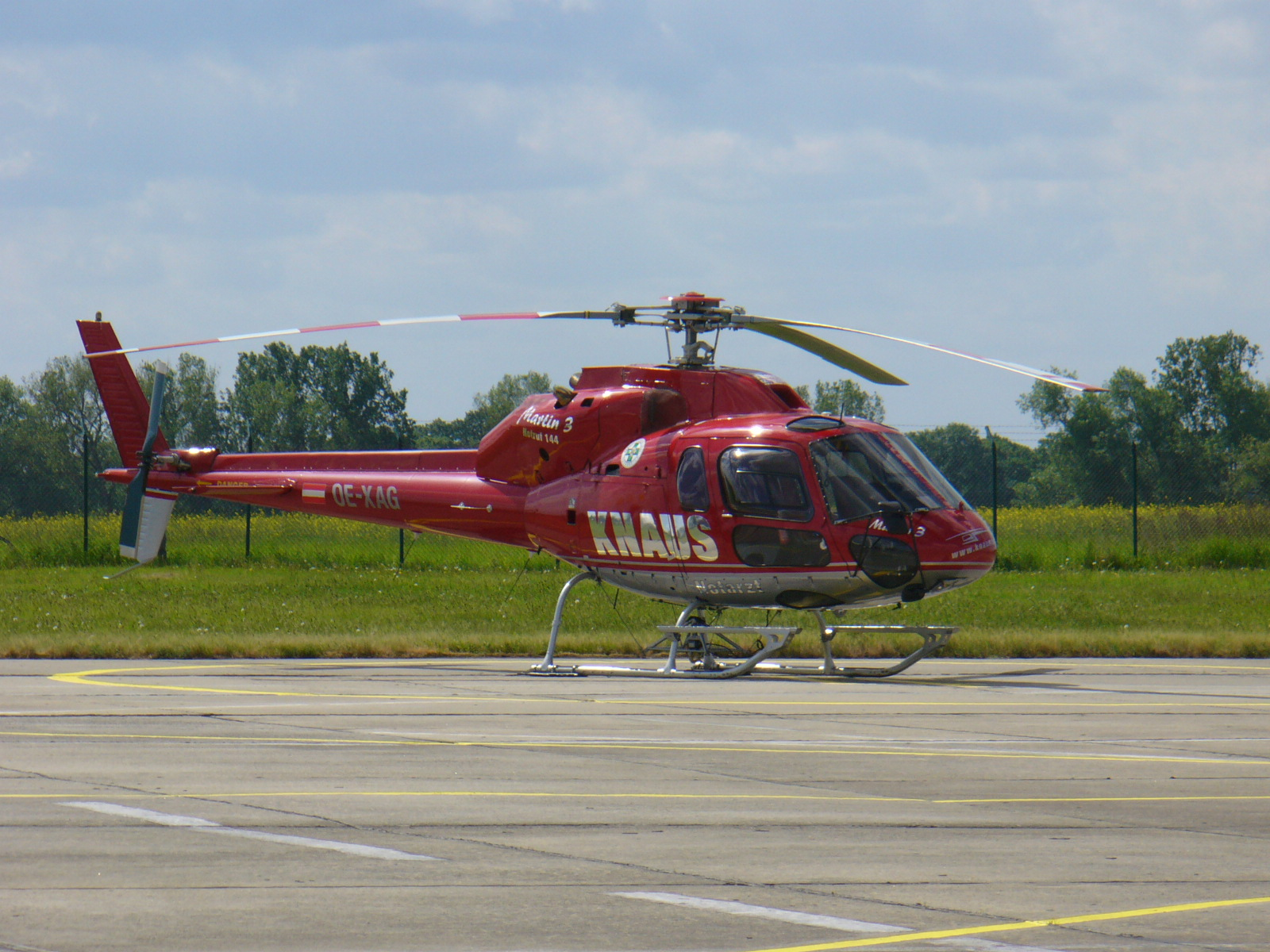
AS 355F1 Écureuil 2

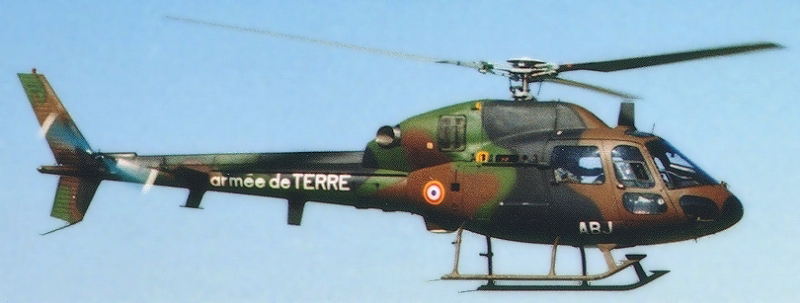
Fénnec AS 555UN impiegato dall'aviazione leggera dell'esercito francese (Aviation Legere Armee de Terre - ALAT)

- AS 355: prototipo rinominato Ecureuil 2 o Twin Squirrel.
- AS 355E: per il mercato USA denominata Twin Star.
- AS 355F
- AS 355F1
- AS 355F2
- AS 355N equipaggiata con due Turbomeca Arrius 1A e sistema FADEC.
- Eurocopter Twin Squirrel HCC1, motorizzata con due turbineAllison 250-C20R, versione militare dell'AS 355N per la RAF per impiego come elicottero leggero da trasporto (light transport helicopter).
- AS.555N Fennec: versione militare.
- AS.555AF Fennec: versione militare.
- AS.555AN Fennec: versione militare.
- AS.555SN Fennec: versione militare.
- AS.555UN Fennec: versione militare.
- HB.355F Ecureuil 2: costruita su licenza in Brasile dalla Helibras.
- HB.355N Ecureuil 2: costruita su licenza in Brasile dalla Helibras.

### Conversioni postvendita
- Soloy Super D: AS350BA motorizzato con un LTS101-600A-3A
- Soloy Super D2: AS350B2 motorizzato con un LTS101-700D-2
- Heli-Lynx 350FX1: AS350BA motorizzato con un LTS101-600A-3A
- Heli-Lynx 350FX2: AS350BA or AS350B2 motorizzato con un LTS101-700D-2
- Otech AS350BA+: AS350BA motorizzato con un LTS101-600A-3A

## Utilizzatori

### Civili
Australia
- Life Flight Australia

1 AS 350 equipaggiato per ul trasporto sanitario d'urgenza nello stato australiano del Queensland
 Svizzera
- REGA

1 H125 in servizio al marzo 2022.

### Governativi
Austria
- Bundespolizei

4 AS 350B1, 2 AS 355F2 e 2 AS 355N in servizio al novembre 2019.
 Ulteriori 2 H125 consegnati ad ottobre 2019.
 Botswana
- Polizia del Botswana

4 H125 in servizio al giugno 2019.
 Cile
- Brigada Aeropolicial[14]

 Francia
- Forces Aériennes de la Gendarmerie Nationale

30 tra AS 350BA e AS 350B2 consegnati a partire dal 1982.
 Italia
- Nucleo elicotteri della provincia autonoma di Trento

2 AS 350B3 (I-TNAA e I-TNLD, quest'ultimo precipitato, danneggiandosi irreparabilmente in fase di atterraggio di emergenza il 2 luglio 2021). I velivoli possono svolgere ruoli di protezione civile, antincendio, antivalanga e trasporto di persone/materiale in particolare per il rifornimento dei rifugi ad alta quota non serviti da collegamenti carrabili con il fondovalle.
 Stati Uniti
- United States Customs and Border Protection

16 H125 ordinati, con consegne nel 2020.
 Ucraina
- State Border Guard Service of Ukraine

24 H125 ordinati a luglio del 2018. 7 esemplari consegnati al 2 dicembre 2021.
 Ungheria
- Polizia ungherese

1 AS 355F2 Écureuil utilizzato per sei mesi nel 2014, fu successivamente ceduto ad una società civile.

### Militari

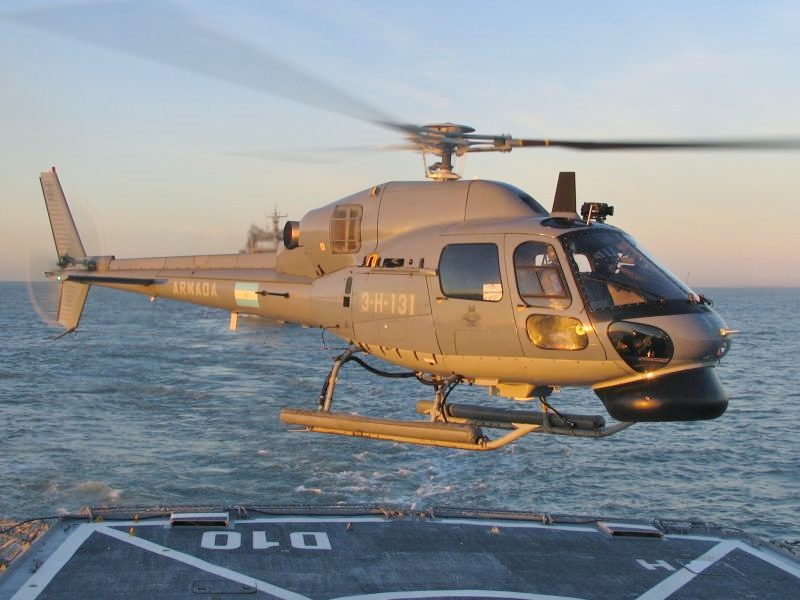
AS555SN della Marina Argentina

Gli operatori militari dell'Écureuil comprendono:
 Algeria
- al-Quwwat al-Jawwiyya al-Jaza'iriyya

8 tra AS 355N ed AS 555N in servizio al settembre 2018.
 Australia
- RAN

6 AS 350B in servizio a tutto il 2017.
 Benin
- Benin Air Force

2 H125 di seconda mano consegnati il 2 febbraio 2023.
 Botswana
- Botswana Defence Force Air Wing

Sono stati consegnati 2 AS350B, 4 AS350B3 e 5 AS350BA tra il 1985 ed il 2003. Due esemplari sono stati persi in incidenti nel 2014 e il 2 dicembre 2020, portando a sette gli esemplari in organico.
 Brasile
- Força Aérea Brasileira

30 HB-350B Esquilo consegnati tra il 1979 ed il 1987, 26 in servizio al dicembre 2017. 10 AS-355 F2 Fennec consegnati nel 1986-1987, 4 in servizio al dicembre 2017. 12 nuovi H125 ordinati il 16 settembre 2022. Il primo dei nuovi dodici esemplari di H125M è stato consegnato il 27 dicembre 2024. Questi nuovi elicotteri da addestramento sono dotati di nuova strumentazione e di visori notturni per i piloti.
- Força Aeronaval

Dei 13 AS.350B (UH-12 consegnati nel 1979-1983), 7 AS.350BA nel 1988, 10 AS.355F2 biturbina nel 1986-1987, ne restano in servizio 26 a maggio 2017. 15 nuovi H125M ordinati il 16 settembre 2022. 
- Aviação do Exército Brasileiro

36 AS 550A-2 in servizio all'ottobre 2019 saranno tutti aggiornati allo standard Fennec AvEx dall'Helibras.
 Burkina Faso
- Force Aérienne de Burkina Faso

5 tra AS 355N e AS 555N Fennec ricevuti di seconda mano dalla Spagna.
 Burundi
- Armée Nationale du Burundi

1 SA-350B consegnato ed in servizio all'agosto 2017.
 Cambogia
- Kangtorp Akas Khemarak Phumin

1 AS350B ed 1 AS355 consegnati ed in servizio al settembre 2017.
 Canada
 Rep. Centrafricana
- Force Aérienne Centrafricaine

2 AS 350B consegnati, uno in servizio al febbraio 2018.
 Ciad
- Force Aérienne Tchadienne

6 H125M consegnati e tutti in servizio al marzo 2018. 6 tra AS-350 e AS-355C2 consegnati, 3 in servizio al marzo 2018.
 Cile
- Armada de Chile

5 H125 (AS 350B3E) ordinati a settembre 2019 nell'ambito del progetto "Gaviota". Il primo è stato consegnato il 12 dicembre 2020, mentre il quinto ed ultimo esemplare ad agosto 2023.
- Carabineros de Chile

1 H125 ordinato il 26 settembre 2023 e consegnato l'11 aprile 2024.
- Ejército de Chile[14]

 Cina
 Colombia
- Armada de la República de Colombia

2 AS 555SN consegnati nel 1998.
 Comore
- Comore Air Force

1 AS350B consegnato ed in servizio all'agosto 2018.
 Danimarca
- Flyvevåbnet

10 AS 550C2 ex Royal Danish Navy consegnati e tutti in servizio al luglio 2019.
- Royal Danish Navy

11 AS 550C2 consegnati, 10 ceduti alla Flyvevåbnet dove risultano in servizio al maggio 2019.
 Ecuador
- Ejército Ecuatoriano

2 AS 350B2 e 7 AS 550 ordinati a luglio 2010 con i primi due esemplari, due AS 350B2 consegnati a dicembre 2011. Primi due dei sette AS 550C3 consegnati il 25 settembre 2012. 2 H125M ordinati a novembre 2017, con il primo consegnato il 22 gennaio 2018 e il secondo nello stesso anno.
 Emirati Arabi Uniti
- Al-Imarat al-'Arabiyya al-Muttahida

1 AS 350 consegnato ed in servizio all'ottobre 2019. 9 AS 550C3 ceduti al Kenya dal settembre 2018.
 Francia
- Armée de l'Air

40 tra AS 355F/N consegnati e tutti in servizio all'aprile 2020.
- Armée de terre

 Gabon
- Armée de l'air gabonaise

1 AS 350 in servizio a tutto il dicembre 2020.
 Giamaica
- Jamaica Defence Force Air Wing

4 AS355N consegnati, e tutti in servizio all'ottobre 2020.
 Gibuti
- Force Aérienne du Djibouti

2 AS 355F consegnati, 1 in servizio al dicembre 2020.
 Giordania
- Al-Quwwat al-Jawwiyya al-malikiyya al-Urdunniyya

2 AS 350B3 consegnati, tutti in servizio al gennaio 2021.
 Guatemala
- Fuerza Aérea Guatemalteca

1 AS 350 consegnato.
 Guinea
 Kenya
- Kenya Air Force

9 AS 550C3 ex Emirati Arabi Uniti consegnati dal settembre 2018.
 Lesotho
- Lesotho Defence Force Air Wing

2 H125M entrati in servizio rispettivamente nel 2017 e nel 2018, più 1 H125M ordinato a dicembre 2018.
 Madagascar
- Aeronautica militare del Madagascar

5 AS 350B2 consegnati a giugno 2019.
 Malawi
- Malawi Army Air Wing

5 AS 350 e 1 AS 550 consegnati.
 Malaysia
- Tentera Laut Diraja Malaysia

6 AS 555SN ricevuti nei primi anni 2000, uno dei quali è stato danneggiato il 28 giugno 2021.
 Mali
 Messico
- Armada de México

2 AS 555 in servizio all'aprile 2019.
 Nepal
- Servizio aereo dell'esercito nepalese

2 H125 consegnati.
 Paraguay
- Armada Paraguaya

6 HB-350 acquistati dal Brasile nel 1985 per il servizio aeronautico della marina militare.
 Perù
 Qatar
- Qatar Emiri Air Force

16 H125 ordinati nel 2018, con i primi 2 esemplari consegnati a gennaio 2019.
 Regno Unito
 Singapore
 Thailandia
- Kongthap Bok Thai

8 AS 550 ricevuti a partire dal 2013.
 Tunisia
 Stati Uniti
 Ungheria
- Magyar légierő

2 AS 350B2 ricevuti nel 2016.
 Uruguay
- Armada Nacional

1 AS 355 in servizio all'aprile 2018.

## Cultura di massa
- In ambito cinematografico, l'AS 350 Écureuil compare nei film Il domani non muore mai (in versione AS355 Ecureuil 2),[87] True Lies (in versione AS350B) ed Everest (durante l'eroico recupero di un alpinista al Campo II).

## Incidenti
- Colin McRae perse la vita nel 2007 in un tragico incidente aereo avuto a bordo di un AS350.
- Olivier Dassault perse la vita nel 2021 in un incidente a bordo di un AS350.[88]